# قرار مجلس الأمن التابع للأمم المتحدة رقم 1104
قرار مجلس الأمن التابع للأمم المتحدة رقم 1104، المتخذ بالإجماع في 8 نيسان / أبريل 1997، بعد التذكير بالقرار 808 (1993) و827 (1993) والنظر في الترشيحات لقضاة المحكمة الجنائية الدولية ليوغوسلافيا السابقة التي تلقاها الأمين العام كوفي عنان بحلول 13 في آذار / مارس 1997، وضع المجلس قائمة المرشحين وفقاً للمادة 13 من النظام الأساسي للمحكمة الدولية لإحالتها إلى الجمعية العامة.

## أسماء المرشحين
وكانت قائمة الترشيحات على النحو التالي:
- مسعود محمد العمري (قطر)
- جورج راندولف تيسا دياس بانداراناياكي (سري لانكا)
- أنطونيو كاسيسي (إيطاليا)
- بابكر زين العابدين البشير (السودان)
- سعد سعود جان (باكستان)
- كلود جوردا (فرنسا)
- أدولفوس جودوين كاريبي وايت (نيجيريا)
- ريتشارد جورج ماي (المملكة المتحدة)
- غابرييل كيرك ماكدونالد (الولايات المتحدة)
- فلورنس نديبيلي مواشاندي مومبا (زامبيا)
- رافائيل نييتو نافيا (كولومبيا)
- دانيال ديفيد نتاندا نسيريكو (أوغندا)
- إليزابيث أوديو بينيتو (كوستاريكا)
- فؤاد عبد المنعم رياض (مصر).
- ألميرو سيمتيس رودريغيز (البرتغال)
- محمد شهاب الدين (غيانا)
- يان سكوبينسكي (بولندا)
- وانغ تيا (الصين)
- لال شاند فوهراه (ماليزيا)

وسيتم انتخاب 11 من أصل 19 ترشيحًا للمحكمة.

## روابط خارجية
- نص القرار في undocs.org